# Leonardus Syttin
Leonardus Syttin (* 3. Dezember 1892 in Vilnius; † unbekannt) war ein russischer Sportschütze. 

## Karriere
Leonardus Syttin belegte bei den Olympischen Spielen 1912 im Trap-Schießwettkampf den 23. Platz.